# Rajd Dakar 1994
Rajd Dakar 1994 (Rajd Paryż - Dakar 1994) - XVI. edycja terenowego Rajdu Dakar, która odbyła się na trasie Paryż - Dakar - Paryż. Łączna trasa rajdu od startu do mety liczyła 13 379 km. Startowało 259 pojazdów, z czego do mety dotarło zaledwie 114 pojazdów. W kategorii samochodów tryumfował Francuz Pierre Lartigue, zaś w kategorii motocykli po raz drugi - Włoch Edi Orioli.